# Oswaldo Payá
Oswaldo Payá Sardiñas (La Habana, Cuba, 29 de febrero de 1952 - provincia de Granma, 22 de julio de 2012) fue un activista político cubano, líder de la oposición política al gobierno cubano. Fue el fundador y el organizador del Proyecto Varela, mediante el cual, amparado por la constitución, recolectó las firmas necesarias para presentar al gobierno una solicitud de cambios en la legislación. Fue Premio Andrei Sajarov a los Derechos Humanos del Parlamento Europeo en 2002 y candidato oficial al Premio Nobel de la Paz 2011, 2010, 2008, 2003 y 2002. Fue vicepresidente de honor de la Internacional Demócrata de Centro.
En junio de 2023, la Comisión Interamericana de Derechos Humanos (CIDH) determinó que el Estado cubano era responsable de la muerte de Oswaldo Payá.

## Orígenes
Oswaldo Payá fue criado en el seno de una familia católica. En su juventud rehusó unirse al Partido Comunista de Cuba y a sus organizaciones juveniles. Sin embargo, a los 16 años fue reclutado por el ejército cubano como parte del servicio militar obligatorio. Durante su servicio, fue condenado a trabajos forzados en la Isla de Pinos, hoy conocida como la Isla de la Juventud, durante tres años. Payá luego estudió Física y más tarde también Ingeniería de Telecomunicaciones y hasta su fallecimiento trabajaba en el taller provincial de electromedicina. Estaba casado y tenía tres hijos.

## Política

### Movimiento Cristiano Liberación
Oswaldo Payá fue uno de los miembros fundadores del Movimiento Cristiano Liberación en 1988. Creado por católicos seculares, este es un movimiento político sin afiliación religiosa que busca adelantar los derechos humanos y cívicos de los cubanos.
En 1992, por primera vez, Payá hizo pública su intención de postularse para Diputado a la Asamblea Nacional del Poder Popular. Dos días antes de la llamada Asamblea de la Postulación la policía lo detiene en su casa y lo lleva a un centro de los "Comités de Defensa de la Revolución" donde lo esperan policías miembros del PCC; no se conoce una explicación oficial por esta acción. El PCC realizó una sesión cerrada de la asamblea, que duró solo unos minutos e incluyó solo partidarios del PCC.
En 1997, Payá y otros diez miembros del Movimiento Cristiano Liberación, recogen cientos de firmas de apoyo a sus candidaturas para diputados.

### Proyecto Varela
En 1998, junto a otros miembros del Movimiento Cristiano Liberación, fundó el Proyecto Varela, el cual persiguió la recolección más de 10 000 firmas para presentar al gobierno una solicitud de cambios en la legislación a través de un referendo nacional. Según Payá, estos cambios, de haber sido aceptados por el régimen y aprobados por voto popular, habrían introducido en Cuba la libertad de asociación, libertad de expresión, libertad de prensa, elecciones libres, libertad de empresa, y amnistía para los presos políticos. La Constitución cubana concede que los ciudadanos pueden tener un referendo nacional para cualquier propuesta que tenga un mínimo de 10 000 firmas de ciudadanos cubanos registrados. En el 2002, Payá presentó personalmente 11.020 firmas apoyando el Proyecto Varela a la Asamblea Nacional, y en el 2004 presentó 14.000 firmas adicionales. Sin embargo, la Asamblea Nacional rechazó el pedido.

### El Diálogo Nacional y el Programa Todos Cubanos
En el 2003, Payá y otros activistas democráticos comenzaron un proceso de análisis de trabajo llamado el Diálogo Nacional en que participaron más de 12,000 cubanos de dentro y fuera de Cuba en más de 3.000 grupos de discusión, utilizando un "documento de trabajo" como punto de partida para su discusión. Sus comentarios y sugerencias fueron compilados e integrados sistemáticamente al documento del Programa Todos Cubanos, que Payá presentó al público en 2006 para guiar una transición pacífica y democrática.

### Perfil general
A diferencia de otros disidentes cubanos, Payá se oponía al embargo estadounidense hacia Cuba y no aceptaba ayuda del gobierno de los Estados Unidos -algunos sectores niegan estas afirmaciones aunque nunca se han presentado pruebas-. También mantenía su distancia de los grupos políticos cubanos en los Estados Unidos, rehusando apoyar la meta de algunos de implementar un programa de readquisición de tierras tras el regreso de los exiliados a Cuba.

No es un programa neoliberal. Por esto, nos atacan los grupos poderosos en Miami. Cuando la gente habla de lo que va a pasar en Cuba después de Fidel, decimos - espera, hay once millones de personas en Cuba, no sólo Fidel Castro.

Aunque su actividad política ha sido tolerada y en algunas instancias le han permitido viajar al exterior, Payá contaba que él y su familia sufrían intimidación a diario. En el informe publicado por Amnistía Internacional, "Cuba: Motivos de preocupación de Amnistía Internacional en materia de derechos humanos" con fecha de 29 de enero de 2007, se puede leer que "al menos 67 presos de conciencia –personal docente, periodistas y defensores de los derechos humanos detenidos por sus actividades pacíficas– permanecen privados de libertad en cárceles de toda Cuba..." Y aunque reconoce que está estudiando varios casos más solo puede "confirmar" este número. Otras asociaciones de derechos humanos como la Comisión Cubana de Derechos Humanos y Reconciliación Nacional (CCDHRC), dirigida por Elizardo Sánchez, fijan este número en 246 desde el 30 de junio de 2007.

Me han dicho que me van a matar antes de que termine el régimen, pero yo no voy a huir.

## Críticas
- Hay exiliados cubanos, particularmente en Miami, que han acusado a Payá de simpatizar con la ideología base del sistema comunista cubano por su apoyo a algunas medidas sociales que fueron impuestas luego del triunfo de la revolución.[cita requerida] Sin embargo, los ataques directos de Payá a la ideología y metodología comunista que expresa en su web www.oswaldopaya.org y en sus múltiples declaraciones verbales, en TV y por escrito refutan estas críticas.[3]

- Su "Programa Todos Cubanos" también ha sido criticado por el exilio cubano en Miami porque existía la presunción de que no incluye a los exiliados cubanos en las primeras elecciones en Cuba después de una eventual transición, aunque incluye a los miembros del Partido Comunista.[37] Más tarde, sin embargo, Payá eliminó toda polémica al aclararlo perfectamente en su discurso "Plebiscito", de 2011, donde claramente incluye a todos los cubanos.[38]

## Reconocimientos
- Premio Sájarov a los Derechos Humanos del Parlamento Europeo en 2002.[4][5][6]
- Doctorado en Leyes, honoris causa, Universidad de Miami, Florida, EE. UU.[4]
- Candidato oficial al Premio Nobel de la Paz 2011, 2010, 2008, 2003 y 2002.[7][4][8][9][10][11][12][8][13]
- Premio Homo Homini 1999. People in Need. República Checa.[9][4]
- Premio W. Averell Harriman por la Democracia 2002. National Democratic Institute.[9][4]
- Medalla Manuel Carrasco i Formiguera 2004. Unió Democrática de Cataluña.[39][4]
- Premio Encina de la Libertad.[40][4]
- Premio a los Derechos Humanos 2001 de la Fundación Hispano Cubana.[41]
- Doctor honoris causa en Leyes 2006. Universidad de Columbia.[42][4]
- Doctor honoris causa en Leyes 2002. Universidad de Miami.[4]
- Candidato oficial al Premio Príncipe de Asturias a la Concordia 2003.[43]
- Premio Universidad del Destierro 2003. New School University.[44]
- Premio 2010 a la Apertura Democrática en Cuba Red Puente Democrático Latinoamericano - CADAL http://www.puentedemocratico.org/red/nota.asp?id_nota=3385 Archivado el 10 de febrero de 2014 en Wayback Machine.
- Vía pública «Oswaldo Payá» en Las Rozas de Madrid (España), a propuesta de UPyD. (Moción elevada por UPyD Las Rozas, el 21 de diciembre de 2012)[45]

## Fallecimiento
El 22 de julio de 2012 Oswaldo Payá falleció luego de que su automóvil se estrellara mientras viajaba en la provincia cubana de Granma. En el mismo accidente también falleció el opositor Harold Cepero. El coche era conducido por el español Ángel Carromero. Carromero, dirigente de la organización juvenil Nuevas Generaciones del Partido Popular (PP) de Madrid y asesor en la Junta Municipal de Moratalaz del Ayuntamiento de Madrid, fue condenado por homicidio involuntario a causa de las muertes de Payá y Cepero. El político español no tenía ya puntos en su carné de conducir y había sido multado en tres ocasiones por exceso de velocidad, acumulando más de cuarenta multas de tráfico entre 2009 y 2012.
Aunque el tribunal declaró a Carromero culpable de la muerte de Payá, su propia familia reportó que el auto había sido embestido varias veces con la intención de sacarlos de la carretera y provocarles un accidente. Osmel Rodríguez, un colaborador de Miami, indicó que 20 días antes ya había tenido un accidente similar en el que el coche donde viajaba el opositor había quedado con las ruedas arriba, por lo que Osmel y la familia de Payá piensan que fue asesinado por el gobierno cubano.
El propio Ángel Carromero declaró antes del juicio que se trató de un accidente y negó la implicación de otro vehículo; aunque una vez repatriado a España y puesto en libertad, declaró que "los servicios secretos cubanos asesinaron a Oswaldo Payá".
Sin embargo, ante un pedido de familiares del fallecido Payá, la justicia española se declaró "No competente" en el 2013 para investigar la muerte del opositor.
Durante el juicio de Carromero no se le permitió a los hijos del fallecido asistir a la sala del tribunal al no haber presentado ningún cargo contra el español.

No nos dejan pasar. Se nos ha acercado una persona diciendo ser el secretario del tribunal y nos dijo que no podíamos pasar porque no habíamos avisado de que íbamos a venir al juicio, declaró a Efe Rosa María Payá.

No esperamos nada de este juicio. Realmente no creemos lo que puedan decir los mismos que amenazaban de muerte a mi padre. La única razón de que estemos aquí es que queremos ver a Ángel

Líderes opositores como la bloguera  Yoani Sánchez fueron temporalmente detenidos en una estación de policía para impedir su acceso a la sala judicial.
En julio de 2015, un reporte sobre el fallecimiento de Payá publicado por la Human Rights Foundation concluyó que el reporte y conclusiones oficiales del gobierno cubano sobre la muerte del disidente eran deficientes, y el proceso estuvo plagado de irregularidades y violaciones básicas a los derechos humanos.
El propio Ministerio de Exteriores del Reino de España se desmarcó en su momento de las acusaciones de Carromero.
En junio de 2023, la Comisión Interamericana de Derechos Humanos (CIDH) determinó que la dictadura cubana es responsable de la muerte de los opositores Oswaldo Payá y Harold Cepero, acontecidas en julio de 2012 mientras se desplazaban en un coche.